# 旅顺苏军烈士陵园
旅顺苏军烈士陵园，是遼寧省文物保護單位之一，位於中國遼寧省大連市旅順口區水师营镇三里桥村西。陵园在1898年俄羅斯帝國佔據旅順時興建，安葬了以下的人士：
- 1898年至1904年期間陣亡的俄羅斯官兵
- 日俄戰爭期間陣亡的俄羅斯官兵
- 抗日戰爭期間陣亡或病逝的蘇軍官兵、以及病逝蘇軍軍眷
- 蘇聯駐軍旅順十年間去世的蘇軍官兵和軍眷
- 朝鲜战争期間陣亡的蘇聯空軍兵員

陵園共佔地48,000平方米，是中國大陸佔地面積最大的外籍人士陵園，西部安葬了超過二萬名俄羅斯官兵，東部設有1,323座墓、共安葬2,030人，而陵園的中心位置和大門旁邊分別設有一座紀念塔。旅顺苏军烈士陵园在1988年列入遼寧省文物保護單位，曾先後獲前任俄羅斯總統德米特里·梅德韋傑夫和俄羅斯外交部部長謝爾蓋·拉夫羅夫到訪。

## 歷史
1898年，俄羅斯帝國佔據旅顺，興建了此座陵园。陵园共安葬了超過二萬名在1898年至1904年、以至在日俄战争期間陣亡的俄羅斯官兵。1908年3月，日俄战争戰勝國大日本帝國決定為陣亡的俄羅斯軍人建立紀念碑，名為「旅顺阵歿露兵将卒之碑」；紀念碑在6月10日完工，安放在陵园內。
1933年，領導抗日武裝东北人民革命军的中國共產黨黨員金伯阳戰死，其衣冠冢設於此陵园深处。
在抗日戰爭期間的1945年，苏联红军發動蘇日戰爭，於中國东北地區與日本关东军交戰，超過32,000名苏军官兵在是次戰事中陣亡；而在隨後蘇聯駐軍旅順的十年間，有些蘇軍官兵和軍眷去世，需要安葬。由于原有陵园的面积太小、要安葬的烈士太多，苏军进驻旅顺後在1945年8月扩建陵园，設置1,323座墳墓，安葬了1408名陣亡或病逝的官兵、以及622名病逝軍眷，合共有2,030人下葬。1955年3月23日，即將撤离旅顺的苏军開始在陵园中心處修築一座纪念塔，以纪念葬於陵园的烈士；為了趕及在苏军撤离前完成工程，數十名来自全国各地的工匠獲安排參與建塔工作，纪念塔最終在两个月後落成。
在1950年至1953年的朝鲜战争，苏联空军為中國人民志願軍提供訓練，並秘密到朝鮮半島參戰，陣亡的苏联空军兵員多數秘密下葬於大连。202名苏联空军兵員安葬於此座陵园，他們的墳墓形成一個巨大方阵。

## 陵園結構
旅顺苏军烈士陵园位于旅顺西北部的三里桥，共佔地48,000平方米，是中国大陸佔地面積最大的外籍人士陵园。

### 紀念塔

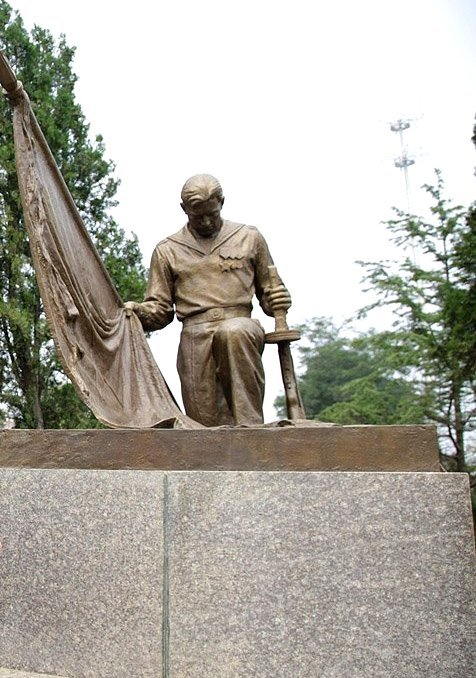
中心位置的纪念塔旁邊的其中一個士兵雕像

陵园的水磨花岗岩大門旁邊設有一座紀念塔，塔身高39.9米，是在1999年從大連人民廣場遷移至此。塔身前方有一座被稱為「大铜人」的銅像，高5米，造型為一名手握衝鋒槍的蘇軍戰士。
陵园的中心位置設有一座红军纪念塔，是陵园的标志性建筑，具有俄罗斯风格，可分為塔基、塔身和塔顶。其中，长方形塔基分為三層，第一層塔基為白色雪花石雕座，正面镶嵌了一個铜铸花环，花环內铸有「1945」字樣；第三层塔基外面有铜板包镶，铜板铸有「为苏中两国人民的自由和幸福而光荣牺牲的烈士们永垂不朽！」中文字样、以及對應的俄語字样。塔基上的是一面白色大理石墓碑，高15米。纪念塔的南北两端各有一尊铜像，各高1.65米；兩個铜像分別是身穿陆军和海军军服的苏军战士，他們的造型為跪姿，呈現脱帽、俯首、持旗、握抢的動作，以示對陣亡兵員的最高致敬。

### 墳墓佈局及設計
以中心位置的紅軍紀念塔為界，可以把陵园劃分為東、西兩部分。紀念塔前方安葬了202名在朝鲜战争陣亡的蘇聯兵員，他們的墳墓形成一個巨大方陣，這些墓碑的大小以墓主軍階高低為依據。
陵园西部是在俄羅斯帝國佔據旅順時興建的，安葬了超過二萬名俄羅斯官兵，並設有日本紀念陣亡俄羅斯士兵的「旅順陣歿露兵將卒之碑」。陵园西部亦有一些带有红旗和红星标志的墓碑，這些墓碑屬於抗日戰爭時陣亡的苏联红军軍人，在1945年8月擴建陵园前設立。
陵园東部設有1,323座墓，共安葬了1408名在抗日戰爭陣亡或病逝的蘇聯官兵、以及622名病逝軍眷，合共為2,030人。這些墓碑全部刻上了墓主姓名和生卒年月，有些附上墓主的照片或瓷像。當中，大部分墓碑由軍队统一修建，造型統一，顶部皆有红星标志；有些軍队统一修建的墓碑上镶嵌了飞机、铁锚、坦克等图案，以標記墓主生前所屬的兵种。小部分墓碑由死者家属单独修建，造型各異，有塔式、柱式、立式、卧式等設計，大小不一，装饰也不相同。陵园東部有31座墳墓是合葬墓，各安葬了20至30名苏联紅军军人。

## 保護和考究
在文化大革命期間，旅顺苏军烈士陵园遭到破壞，大部分墓碑上的墓主照片丢失。1988年，陵园列入遼寧省文物保護單位和大连市爱国主义教育基地。
2005年4月，中國老人张大贤和俄羅斯老人亚历山大·科瓦利·萨沙開始進行考究工作，合作辨認和整理陵园內每座墓碑的碑文，以考究墓主身份；在4年後的2011年，兩人成功找出1,323座墓碑所對應的2,030名墓主，並把考究成果結集成《中国旅顺苏军烈士陵园名单与墓志铭》一書，幫助蘇聯軍人的後代到陵园寻根。但是，旅顺苏军烈士陵园的講解員表示，俄羅斯人在陵园成功尋根的概率很低，2000年至2015年間只有十多個家庭成功找到先祖的墳墓。

## 知名人士拜謁

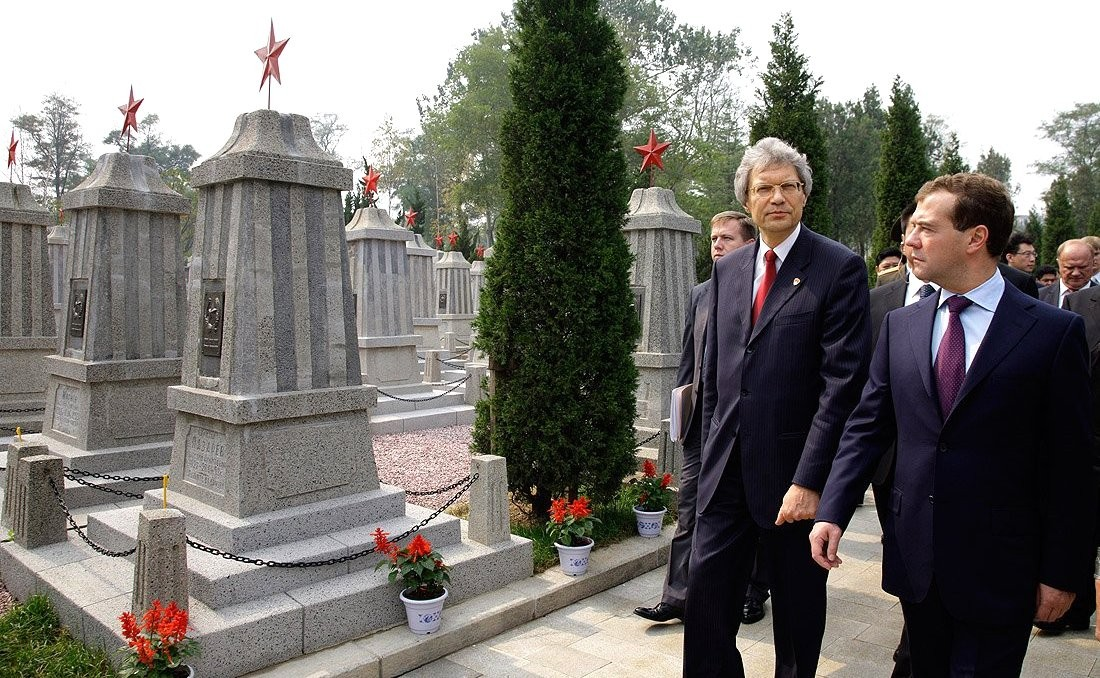
德米特里·梅德韋傑夫到陵園拜謁

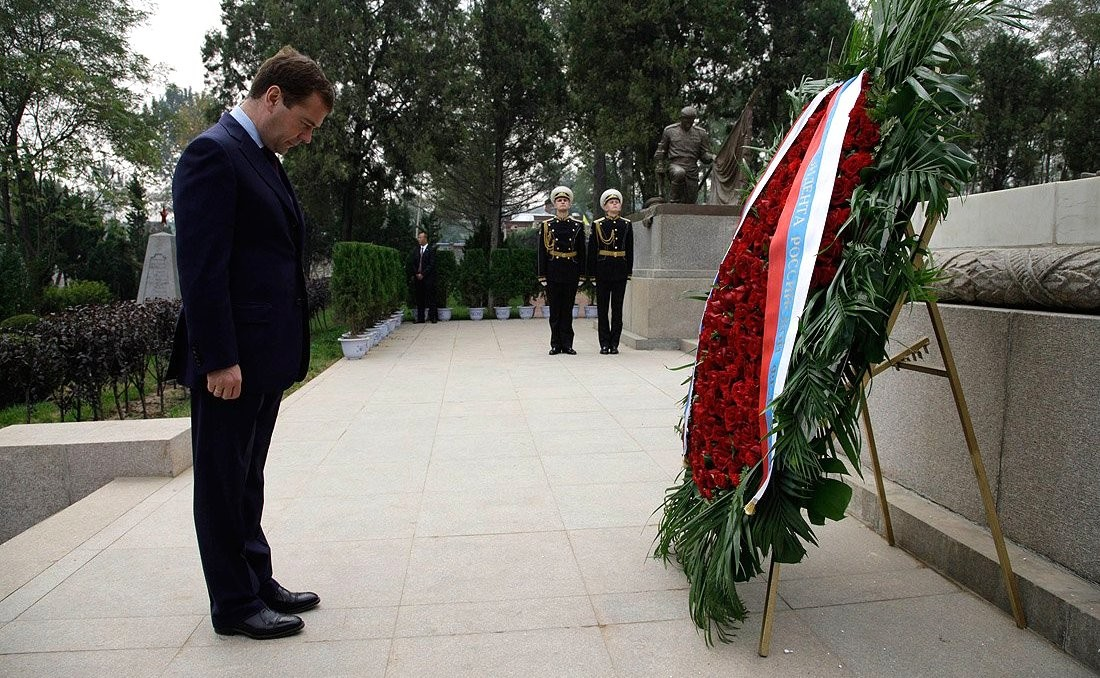
俄羅斯總統梅德韋傑夫在苏军紀念塔前獻上花圈

2010年9月，前任俄羅斯總統德米特里·梅德韋傑夫正式訪問中國，到訪旅顺苏军烈士陵园，向抗日戰爭期間陣亡的蘇聯軍人獻花；在其後的發言中，他形容此座陵园象徵中俄之間的友誼、以及蘇軍在中國支持下取得的二戰勝利成果，並感謝所有協助修理陵园的人員。
2012年5月10日，俄羅斯外交部部長謝爾蓋·拉夫羅夫訪華，期間到訪旅顺苏军烈士陵园，在苏军纪念塔前獻上花圈，並在致词時感谢中國各界對陵园的维护。